# 陈开顺
陈开顺（1803年11月14日 – 1857年2月1日）是柔佛义兴公司的首位领袖，也是新山市地不佬的首位华人甲必丹。1844年10月22日，他获得了地不佬的首张港契，成为了当地的首位港主。

## 简介
陈开顺，原籍广东海邑南桂都东风乡。生于清朝嘉庆八年十月初一，即公元1803年11月4日；死于清咸丰七年正月初七，即公元1857年2月1日，享年五十三岁。逝世时并无子嗣，仅有义子陈清丰。

## 生平
1844年10月22日，陈开顺获得由柔佛政府颁发的地不佬河港契。于1846年率领大量潮州籍农民，从新加坡抵达新山6英里外处，即现新山陈厝港以开垦种植胡椒及甘蜜，亦成为地不佬港主。
1855年新山开埠，陈开顺被委为甲必丹。1857年（咸丰七年），陈开顺逝世，葬于陈厝港树胶林里，但其墓现已被铲平。逝世时无子嗣，仅有养子陈清丰（地不佬第二任港主）。现新山仍使用陈厝港一词，并且于陈厝港的灵山宫仍供奉港主陈开顺之灵牌。